# Гармацкое
Гарма́цкое — село в Дубоссарском районе непризнанной Приднестровской Молдавской Республики. Административный центр Гармацкого сельсовета.
Расстояние от Гармацкого до Дубоссар — 20 км, до Рыбницы — 40 км.

## История

### Энеолит. Трипольская культура. Черняховская культура
Поселение со времён энеолита находилось на месте нынешнего села Гармацкое. Раскопки, произведённые в селе, открыли: древний очаг покинутого поселения, кладбище, которому около 5000 лет.
В Дубоссарском районе исследованы памятники Трипольской культуры у сёл Гармацкое и Дойбаны-1. В 1969 г. в с.Гармацкое былj открыты поселение и могильник Трипольской культуры (исследованы В.И. Маркевичем, А.А. Нудельманом, В.А. Дергачёвым) в урочище "Ла Рындунеле" (часть урочища ныне покоится на дне Дубоссарского водохранилища) в береговой кромке Днестра. В настоящее время памятник почти полностью скрыт под водой на окраине села Гармацкое.

### Польско-турецкие войны
После 1607 года Яорлик (Кайнарда) оказался под властью Крымского ханства при поддержке Турции. Его материальные остатки, видимо, покоятся под слоем земли под Гоянским заливом Дубоссарского водохранилища между сёлами Гояны и Роги. Польша укрепления в итоге перенесла на 7 вёрст севернее вверх по Днестру на подконтрольную ей территорию чуть севернее современного села Гармацкое  к скалистых пещерам и углублениям, поросшим лесом, укрепив их «гарматами» (пушками) и сделав его одним из центров реестрового казачества, по сути основав новый населённый пункт, который стал селом Гармацкое.
Турки были разгневаны постоянными походами казаков, которые формально были подданными Речи Посполитой, на турецкие территории: в ходе противостояния Турции и Крымского ханства (в т.ч. обосновавшихся в современных Дубоссарах) против Польской Короны и Великого Княжества Литовского (в т.ч. обосновавшихся в районе современного села Ягорлык и села Гармацкое), ставших небольшими сражениями и сожжением окрестных приграничных крепостей и сёл в ходе пяти польско-турецких войн 1620-1699 годов, город Дубоссары и сопредельный Ягорлык, село Гармацкое подвергались неоднократным набегам запорожских казаков, формально находившихся под властью Польши.
С 1633 года Гармацкое вернулjсь в состав Речи Посполитой и принадлежало князьям Любомирским; в Ягорлык анти-османски настроенные местные жители в большинстве своём возвратились из-под села Гармацкое.

### В составе Российской империи, СССР, ПМР
После раздела Польши в 1792 году село Гармацкое вошло в состав Российской империи. В 1826—1924 годах село входило в Балтский уезд Каменец-Подольской губернии. В 1859 году село насчитывало 158 дворов, в которых проживали 490 мужчин и 445 женщин. В 1892 году в селе была открыта школа.
В 1924—1940 годах — село в составе Молдавской автономной республики в составе Украины. В 1940—1991 годах — в составе Молдавской ССР. По переписи 1940 года в селе Гармацкое проживало 2256 человек. В 1949 году численность села из-за Великой Отечественной войны снизилась. По переписи того года в селе проживало 2096 человек, из который 2086 — молдаване, 8 украинцев и двое русских.
С 1991 года — в составе ПМР.

## Население
| Год  | Население | Источник |
| ---- | --------- | -------- |
| 1794 | 250       |          |
| 1887 | 695       |          |
| 1940 | 1094      |          |
| 2008 | 1244      | [ 8 ]    |

## Инфраструктура
В селе есть школа, две библиотеки, дома культуры, два почтовых отделения, два стадиона, гостиницы, две больницы, детский сад, пять магазинов, четыре бара, три парикмахерских и поликлиника.